# Marius Müller-Westernhagen/Diskografie
Diese Diskografie ist eine Übersicht über die musikalischen Werke des deutschen Pop-Rock-Sängers Marius Müller-Westernhagen und seinen Pseudonymen wie Marius West. Den Schallplattenauszeichnungen zufolge hat er bisher mehr als 12,3 Millionen Tonträger verkauft, davon alleine in seiner Heimat über 12,2 Millionen. Damit zählt er zu den Interpreten mit den meisten verkauften Tonträgern in Deutschland. Seine erfolgreichste Veröffentlichung ist das 14. Studioalbum Affentheater mit über 1,7 Millionen verkauften Einheiten, womit es eines der meistverkauften Musikalben in Deutschland seit 1975 ist. Insgesamt erreichten sieben seiner Alben den Status eines Millionen-Sellers, damit ist er Rekordhalter vor Phil Collins und Herbert Grönemeyer.

## Alben

### Studioalben
| Jahr | Titel Musiklabel                                | Höchstplatzierung, Gesamtwochen, AuszeichnungChartplatzierungen (Jahr, Titel, Musiklabel, Platzierungen, Wochen, Auszeichnungen, Anmerkungen) | Höchstplatzierung, Gesamtwochen, AuszeichnungChartplatzierungen (Jahr, Titel, Musiklabel, Platzierungen, Wochen, Auszeichnungen, Anmerkungen) | Höchstplatzierung, Gesamtwochen, AuszeichnungChartplatzierungen (Jahr, Titel, Musiklabel, Platzierungen, Wochen, Auszeichnungen, Anmerkungen) | Anmerkungen                                                  |
| Jahr | Titel Musiklabel                                | DE | AT | CH | Anmerkungen                                                  |
| ---- | ----------------------------------------------- | --- | --- | --- | ------------------------------------------------------------ |
| 1975 | Das erste Mal Warner Music                      | DE— GoldDE | — | — | Erstveröffentlichung: 1975 Verkäufe: + 250.000               |
| 1976 | Bittersüß Warner Music                          | — | — | — | Erstveröffentlichung: 16. Januar 1976                        |
| 1977 | Ganz allein krieg ich’s nicht hin Warner Music  | — | — | — | Erstveröffentlichung: 20. Juni 1977                          |
| 1978 | Mit Pfefferminz bin ich dein Prinz Warner Music | DE19 ×2Doppelplatin · (41 Wo.)DE | — | — | Erstveröffentlichung: 30. Oktober 1978 Verkäufe: + 1.000.000 |
| 1980 | Sekt oder Selters Warner Music                  | DE22 Gold · (35 Wo.)DE | — | — | Erstveröffentlichung: 29. Februar 1980 Verkäufe: + 250.000   |
| 1981 | Stinker Warner Music                            | DE5 Platin · (51 Wo.)DE | — | — | Erstveröffentlichung: 2. April 1981 Verkäufe: + 500.000      |
| 1982 | Das Herz eines Boxers Warner Music              | DE11 Gold · (17 Wo.)DE | — | — | Erstveröffentlichung: 21. Oktober 1982 Verkäufe: + 250.000   |
| 1983 | Geiler is’ schon Warner Music                   | DE41 Gold · (9 Wo.)DE | — | — | Erstveröffentlichung: 27. Oktober 1983 Verkäufe: + 250.000   |
| 1984 | Die Sonne so rot Warner Music                   | DE40 (12 Wo.)DE | — | — | Erstveröffentlichung: 29. November 1984                      |
| 1986 | Lausige Zeiten Warner Music                     | DE18 (10 Wo.)DE | — | — | Erstveröffentlichung: 21. Februar 1986                       |
| 1987 | Westernhagen Warner Music                       | DE21 Gold · (45 Wo.)DE | — | — | Erstveröffentlichung: 25. September 1987 Verkäufe: + 250.000 |
| 1989 | Halleluja Warner Music                          | DE1 ×2Doppelplatin · (78 Wo.)DE | — | — | Erstveröffentlichung: 25. August 1989 Verkäufe: + 1.000.000  |
| 1992 | Jaja Warner Music                               | DE1 ×2Doppelplatin · (49 Wo.)DE | AT12 (4 Wo.)AT | CH24 (9 Wo.)CH | Erstveröffentlichung: 19. März 1992 Verkäufe: + 1.000.000    |
| 1994 | Affentheater Warner Music                       | DE1 ×7Siebenfachgold · (65 Wo.)DE | AT9 Gold · (19 Wo.)AT | CH21 (10 Wo.)CH | Erstveröffentlichung: 30. August 1994 Verkäufe: + 1.775.000  |
| 1998 | Radio Maria Warner Music                        | DE1 ×5Fünffachgold · (65 Wo.)DE | AT15 Gold · (9 Wo.)AT | CH20 (14 Wo.)CH | Erstveröffentlichung: 17. August 1998 Verkäufe: + 1.275.000  |
| 2002 | In den Wahnsinn Warner Music                    | DE1 ×3Dreifachgold · (14 Wo.)DE | AT36 (3 Wo.)AT | CH64 (3 Wo.)CH | Erstveröffentlichung: 4. November 2002 Verkäufe: + 450.000   |
| 2005 | Nahaufnahme Warner Music                        | DE1 Gold · (13 Wo.)DE | AT31 (5 Wo.)AT | CH40 (3 Wo.)CH | Erstveröffentlichung: 21. Februar 2005 Verkäufe: + 100.000   |
| 2009 | Williamsburg Whagen                             | DE2 Gold · (24 Wo.)DE | AT47 (1 Wo.)AT | CH70 (1 Wo.)CH | Erstveröffentlichung: 23. Oktober 2009 Verkäufe: + 100.000   |
| 2014 | Alphatier Kunstflug                             | DE1 (10 Wo.)DE | AT17 (1 Wo.)AT | CH58 (1 Wo.)CH | Erstveröffentlichung: 25. April 2014                         |
| 2022 | Das eine Leben Sony Music                       | DE4 (7 Wo.)DE | AT37 (1 Wo.)AT | CH16 (1 Wo.)CH | Erstveröffentlichung: 20. Mai 2022                           |

grau schraffiert: keine Chartdaten aus diesem Jahr verfügbar

### Livealben
| Jahr | Titel Musiklabel                                                       | Höchstplatzierung, Gesamtwochen, AuszeichnungChartplatzierungen (Jahr, Titel, Musiklabel, Platzierungen, Wochen, Auszeichnungen, Anmerkungen) | Höchstplatzierung, Gesamtwochen, AuszeichnungChartplatzierungen (Jahr, Titel, Musiklabel, Platzierungen, Wochen, Auszeichnungen, Anmerkungen) | Höchstplatzierung, Gesamtwochen, AuszeichnungChartplatzierungen (Jahr, Titel, Musiklabel, Platzierungen, Wochen, Auszeichnungen, Anmerkungen) | Anmerkungen                                                    |
| Jahr | Titel Musiklabel                                                       | DE | AT | CH | Anmerkungen                                                    |
| ---- | ---------------------------------------------------------------------- | --- | --- | --- | -------------------------------------------------------------- |
| 1990 | Live Warner Music                                                      | DE1 ×3Dreifachplatin · (66 Wo.)DE | — | — | Erstveröffentlichung: 25. September 1990 Verkäufe: + 1.500.000 |
| 2007 | Wenn das Licht auf dich fällt – Westernhagen in Concert 2005 Kunstflug | DE45 (2 Wo.)DE | — | — | Erstveröffentlichung: 12. Oktober 2007                         |
| 2011 | Hottentottenmusik Kunstflug                                            | DE17 (5 Wo.)DE | — | — | Erstveröffentlichung: 14. Oktober 2011                         |
| 2016 | MTV Unplugged Virgin Records                                           | DE2 Platin · (51 Wo.)DE | AT19 (2 Wo.)AT | CH31 (2 Wo.)CH | Erstveröffentlichung: 28. Oktober 2016 Verkäufe: + 200.000     |
| 2024 | Live Waldbühne Berlin Warner Music                                     | DE11 (… Wo.)DE | — | — | Erstveröffentlichung: 6. Dezember 2024                         |

### Kompilationen
| Jahr | Titel Musiklabel                                                 | Höchstplatzierung, Gesamtwochen, AuszeichnungChartplatzierungen (Jahr, Titel, Musiklabel, Platzierungen, Wochen, Auszeichnungen, Anmerkungen) | Höchstplatzierung, Gesamtwochen, AuszeichnungChartplatzierungen (Jahr, Titel, Musiklabel, Platzierungen, Wochen, Auszeichnungen, Anmerkungen) | Höchstplatzierung, Gesamtwochen, AuszeichnungChartplatzierungen (Jahr, Titel, Musiklabel, Platzierungen, Wochen, Auszeichnungen, Anmerkungen) | Anmerkungen                                                   |
| Jahr | Titel Musiklabel                                                 | DE | AT | CH | Anmerkungen                                                   |
| ---- | ---------------------------------------------------------------- | --- | --- | --- | ------------------------------------------------------------- |
| 1985 | Laß uns leben – 13 Balladen 1974–1985 Warner Music               | DE64 Gold · (1 Wo.)DE | — | — | Erstveröffentlichung: 27. September 1985 Verkäufe: + 250.000  |
| 2000 | So weit … – Best Of Warner Music                                 | DE2 ×7Siebenfachgold · (36 Wo.)DE | AT5 Gold · (16 Wo.)AT | CH13 (10 Wo.)CH | Erstveröffentlichung: 27. November 2000 Verkäufe: + 1.075.000 |
| 2008 | Wunschkonzert – Best Of Starwatch                                | DE3 Gold · (24 Wo.)DE | AT59 (1 Wo.)AT | — | Erstveröffentlichung: 5. Dezember 2008 Verkäufe: + 100.000    |
| 2019 | Das Pfefferminz-Experiment (Woodstock Recordings Vol. 1) Polydor | DE3 (17 Wo.)DE | AT63 (1 Wo.)AT | CH99 (1 Wo.)CH | Erstveröffentlichung: 8. November 2019                        |

### Soundtracks
| Jahr | Titel Musiklabel     | Höchstplatzierung, Gesamtwochen, AuszeichnungChartplatzierungen (Jahr, Titel, Musiklabel, Platzierungen, Wochen, Auszeichnungen, Anmerkungen) | Höchstplatzierung, Gesamtwochen, AuszeichnungChartplatzierungen (Jahr, Titel, Musiklabel, Platzierungen, Wochen, Auszeichnungen, Anmerkungen) | Höchstplatzierung, Gesamtwochen, AuszeichnungChartplatzierungen (Jahr, Titel, Musiklabel, Platzierungen, Wochen, Auszeichnungen, Anmerkungen) | Anmerkungen                                                  |
| Jahr | Titel Musiklabel     | DE | AT | CH | Anmerkungen                                                  |
| ---- | -------------------- | --- | --- | --- | ------------------------------------------------------------ |
| 1996 | Keine Zeit Halleluja | DE3 Gold · (21 Wo.)DE | — | — | Erstveröffentlichung: 16. September 1996 Verkäufe: + 250.000 |

### EPs
| Jahr | Titel Musiklabel                   | Anmerkungen                                                                            |
| ---- | ---------------------------------- | -------------------------------------------------------------------------------------- |
| 2011 | Hottentottenmusik Zugabe Kunstflug | Erstveröffentlichung: 24. November 2011 Verkäufe werden Hottentottenmusik hinzuaddiert |

## Singles

### Als Leadmusiker
| Jahr | Titel Album                                                                  | Höchstplatzierung, Gesamtwochen, AuszeichnungChartplatzierungen (Jahr, Titel, Album, Platzierungen, Wochen, Auszeichnungen, Anmerkungen) | Höchstplatzierung, Gesamtwochen, AuszeichnungChartplatzierungen (Jahr, Titel, Album, Platzierungen, Wochen, Auszeichnungen, Anmerkungen) | Höchstplatzierung, Gesamtwochen, AuszeichnungChartplatzierungen (Jahr, Titel, Album, Platzierungen, Wochen, Auszeichnungen, Anmerkungen) | Anmerkungen                                                                               |
| Jahr | Titel Album                                                                  | DE | AT | CH | Anmerkungen                                                                               |
| ---- | ---------------------------------------------------------------------------- | --- | --- | --- | ----------------------------------------------------------------------------------------- |
| 1972 | Gebt Bayern zurück an die Bayern –                                           | — | — | — | Erstveröffentlichung: September 1972 Original: Wings – Give Ireland Back to the Irish     |
| 1974 | Celebration –                                                                | — | — | — | Erstveröffentlichung: 1974                                                                |
| 1975 | Wir waren noch Kinder Das erste Mal                                          | — | — | — | Erstveröffentlichung: Januar 1975                                                         |
| 1975 | Es geht mir wie Dir Das erste Mal                                            | — | — | — | Erstveröffentlichung: Mai 1975                                                            |
| 1977 | Du bist du Ganz allein krieg ich’s nicht hin                                 | — | — | — | Erstveröffentlichung: 20. Mai 1977                                                        |
| 1977 | Du bist so schrecklich lieb Ganz allein krieg ich’s nicht hin                | — | — | — | Erstveröffentlichung: 21. Oktober 1977                                                    |
| 1979 | Mit Pfefferminz bin ich dein Prinz                                           | — | — | — | Erstveröffentlichung: 23. Februar 1979                                                    |
| 1980 | Lady Sekt oder Selters                                                       | — | — | — | Erstveröffentlichung: Januar 1980                                                         |
| 1981 | Von drüben (Gerti) Stinker                                                   | — | — | — | Erstveröffentlichung: April 1981                                                          |
| 1981 | Hier in der Kneipe fühl’ ich mich frei Laß uns leben – 13 Balladen 1974–1985 | DE42 (7 Wo.)DE | — | — | Erstveröffentlichung: Oktober 1981                                                        |
| 1982 | Ich hab keine Lust mehr im Regen zu stehn Das Herz eines Boxers              | — | — | — | Erstveröffentlichung: November 1982                                                       |
| 1983 | Hollywood Das Herz eines Boxers                                              | — | — | — | Erstveröffentlichung: 1983                                                                |
| 1983 | Lass uns leben Geiler is’ schon                                              | — | — | — | Erstveröffentlichung: Oktober 1983                                                        |
| 1984 | Mackie Messer Die Sonne so rot                                               | — | — | — | Erstveröffentlichung: November 1984 Original: Kurt Gerron – Die Moritat von Mackie Messer |
| 1985 | Keine Zeit Die Sonne so rot                                                  | — | — | — | Erstveröffentlichung: Februar 1985                                                        |
| 1986 | Wir sitzen alle in einem Boot Lausige Zeiten                                 | — | — | — | Erstveröffentlichung: 1986                                                                |
| 1986 | Berlin Lausige Zeiten                                                        | — | — | — | Erstveröffentlichung: 1986                                                                |
| 1986 | Es tut weh Lausige Zeiten                                                    | — | — | — | Erstveröffentlichung: 26. September 1986                                                  |
| 1987 | Nimm mich mit Westernhagen                                                   | DE100 a (1 Wo.)DE | — | — | Erstveröffentlichung: 1987                                                                |
| 1988 | Ganz und gar Westernhagen                                                    | — | — | — | Erstveröffentlichung: 8. Januar 1988                                                      |
| 1988 | Narbenherz (Version II) Westernhagen                                         | — | — | — | Erstveröffentlichung: 1988                                                                |
| 1989 | Sexy Halleluja                                                               | DE24 (14 Wo.)DE | — | — | Erstveröffentlichung: August 1989                                                         |
| 1989 | Weil ich dich liebe Halleluja                                                | DE31 (27 Wo.)DE | — | — | Erstveröffentlichung: 10. November 1989                                                   |
| 1990 | Fertig Halleluja                                                             | DE84 (4 Wo.)DE | — | — | Erstveröffentlichung: 30. März 1990                                                       |
| 1990 | Freiheit (Live) Live                                                         | DE24 (29 Wo.)DE | — | — | Erstveröffentlichung: 18. September 1990                                                  |
| 1992 | Krieg Jaja                                                                   | DE11 (16 Wo.)DE | — | — | Erstveröffentlichung: 27. Januar 1992                                                     |
| 1992 | Rosi (Männer sind so schwach) Jaja                                           | DE36 (16 Wo.)DE | — | — | Erstveröffentlichung: 1. Juni 1992                                                        |
| 1992 | Steh’ auf Jaja                                                               | DE57 (12 Wo.)DE | — | — | Erstveröffentlichung: 5. Oktober 1992                                                     |
| 1994 | Es geht mir gut Affentheater                                                 | DE20 (16 Wo.)DE | — | — | Erstveröffentlichung: 8. August 1994                                                      |
| 1994 | Willenlos Affentheater                                                       | DE54 (11 Wo.)DE | — | — | Erstveröffentlichung: 1994                                                                |
| 1995 | Schweigen ist feige Affentheater                                             | DE78 (7 Wo.)DE | — | — | Erstveröffentlichung: 6. Februar 1995                                                     |
| 1995 | Tanz mit dem Teufel Affentheater                                             | DE93 (2 Wo.)DE | — | — | Erstveröffentlichung: 12. Juni 1995                                                       |
| 1996 | Keine Zeit                                                                   | DE51 (6 Wo.)DE | — | — | Erstveröffentlichung: 6. September 1996                                                   |
| 1998 | Jesus Radio Maria                                                            | DE17 (6 Wo.)DE | — | — | Erstveröffentlichung: 20. Juli 1998                                                       |
| 1998 | Wieder hier Radio Maria                                                      | DE12 Gold · (22 Wo.)DE | — | — | Erstveröffentlichung: 21. September 1998 Verkäufe: + 250.000                              |
| 1999 | Supermann Radio Maria                                                        | — | — | — | Erstveröffentlichung: 1999                                                                |
| 1999 | Durch deine Liebe Radio Maria                                                | DE74 (4 Wo.)DE | — | — | Erstveröffentlichung: 27. August 1999                                                     |
| 2000 | Rosanna So weit… – Best of                                                   | DE37 (9 Wo.)DE | — | — | Erstveröffentlichung: 6. November 2000                                                    |
| 2002 | Es ist an der Zeit In den Wahnsinn                                           | DE24 (6 Wo.)DE | — | — | Erstveröffentlichung: 21. Oktober 2002                                                    |
| 2003 | Böser Engel In den Wahnsinn                                                  | — | — | — | Erstveröffentlichung: 24. Februar 2003                                                    |
| 2005 | Eins Nahaufnahme                                                             | DE27 (8 Wo.)DE | — | — | Erstveröffentlichung: 14. Februar 2005                                                    |
| 2005 | Alles ist möglich Nahaufnahme                                                | DE79 (1 Wo.)DE | — | — | Erstveröffentlichung: 19. September 2005                                                  |
| 2010 | Wir haben die Schnauze voll Williamsburg                                     | DE67 (2 Wo.)DE | — | — | Erstveröffentlichung: 19. Februar 2010                                                    |
| 2014 | Alphatier                                                                    | — | — | — | Erstveröffentlichung: 4. April 2014                                                       |
| 2019 | Mit 18 Das Pfefferminz-Experiment (Woodstock Recordings Vol. 1)              | — | — | — | Erstveröffentlichung: 16. Oktober 2019                                                    |
| 2022 | Zeitgeist Das eine Leben                                                     | — | — | — | Erstveröffentlichung: 25. März 2022                                                       |
| 2022 | Black Lives Matter –                                                         | — | — | — | Erstveröffentlichung: 19. Mai 2022 feat. Lindiwe Suttle Müller-Westernhagen               |

grau schraffiert: keine Chartdaten aus diesem Jahr verfügbar

### Als Gastmusiker
| Jahr | Titel Album     | Höchstplatzierung, Gesamtwochen, AuszeichnungChartplatzierungen (Jahr, Titel, Album, Platzierungen, Wochen, Auszeichnungen, Anmerkungen) | Höchstplatzierung, Gesamtwochen, AuszeichnungChartplatzierungen (Jahr, Titel, Album, Platzierungen, Wochen, Auszeichnungen, Anmerkungen) | Höchstplatzierung, Gesamtwochen, AuszeichnungChartplatzierungen (Jahr, Titel, Album, Platzierungen, Wochen, Auszeichnungen, Anmerkungen) | Anmerkungen                                                                             |
| Jahr | Titel Album     | DE | AT | CH | Anmerkungen                                                                             |
| ---- | --------------- | --- | --- | --- | --------------------------------------------------------------------------------------- |
| 1985 | Nackt im Wind – | DE3 (10 Wo.)DE | — | — | Erstveröffentlichung: 21. Januar 1985 Verkäufe: + 150.000; als Teil von Band für Afrika |
| 2008 | Freiheit        | DE38 (4 Wo.)DE | — | — | Erstveröffentlichung: 12. September 2008 Curse feat. Westernhagen                       |

## Videoalben und Musikvideos

### Videoalben
| Jahr | Titel Musiklabel                                                       | Höchstplatzierung, Gesamtwochen, AuszeichnungChartplatzierungen (Jahr, Titel, Musiklabel, Platzierungen, Wochen, Auszeichnungen, Anmerkungen) | Höchstplatzierung, Gesamtwochen, AuszeichnungChartplatzierungen (Jahr, Titel, Musiklabel, Platzierungen, Wochen, Auszeichnungen, Anmerkungen) | Höchstplatzierung, Gesamtwochen, AuszeichnungChartplatzierungen (Jahr, Titel, Musiklabel, Platzierungen, Wochen, Auszeichnungen, Anmerkungen) | Anmerkungen                                                                    |
| Jahr | Titel Musiklabel                                                       | DE | AT | CH | Anmerkungen                                                                    |
| ---- | ---------------------------------------------------------------------- | --- | --- | --- | ------------------------------------------------------------------------------ |
| 1983 | In Concert Magic Music                                                 | — | — | — | Erstveröffentlichung: 1983                                                     |
| 1990 | Live Warner Music                                                      | DE* PlatinDE | — | — | Erstveröffentlichung: 28. September 1990 Verkäufe: + 50.000; * siehe Livealbum |
| 1992 | 7+1 – Die sieben Jaja Videos plus 1 Warner Music                       | DE*DE | AT*AT | CH*CH | Erstveröffentlichung: 6. November 1992 * siehe Studioalbum                     |
| 1996 | Affentour 1995 – Keine Zeit Halleluja                                  | DE*DE | — | — | Erstveröffentlichung: 16. September 1996 * siehe Kompilation                   |
| 2007 | Wenn das Licht auf dich fällt – Westernhagen in Concert 2005 Kunstflug | DE* GoldDE | — | — | Erstveröffentlichung: 12. Oktober 2007 Verkäufe: + 25.000; * siehe Livealbum   |
| 2008 | Wunschkonzert – Best Of Starwatch                                      | DE*DE | — | — | Erstveröffentlichung: 5. Dezember 2008 * siehe Kompilation                     |
| 2010 | Zwischen den Zeilen – Eine Biographie Kunstflug                        | — | — | — | Erstveröffentlichung: 1. Oktober 2010                                          |
| 2016 | MTV Unplugged Universal Music                                          | DE*DE | AT10 (1 Wo.)AT | CH5 (3 Wo.)CH | Erstveröffentlichung: 28. Oktober 2016 * siehe Livealbum                       |

### Musikvideos
| Jahr | Titel                       | Regisseur(e)                  |
| ---- | --------------------------- | ----------------------------- |
| 1985 | Nackt im Wind               |                               |
| 1989 | Sexy                        |                               |
| 1989 | Weil ich dich liebe         |                               |
| 1990 | Freiheit (Live)             |                               |
| 1992 | Krieg                       | Hannes Rossacher              |
| 1992 | Steh’ auf                   |                               |
| 1994 | Es geht mir gut             |                               |
| 1994 | Willenlos                   |                               |
| 1995 | Schweigen ist feige         |                               |
| 1995 | Tanz mit dem Teufel         |                               |
| 1996 | Keine Zeit                  |                               |
| 1998 | Jesus                       | Dirk Meints                   |
| 1998 | Wieder hier                 | Philipp Stölzl                |
| 1999 | Supermann                   | Philipp Stölzl                |
| 1999 | Durch deine Liebe           |                               |
| 2000 | Rosanna                     | Philipp Stölzl                |
| 2001 | Nimm mich mit 2000          | Philipp Stölzl                |
| 2002 | Es ist an der Zeit          | Ralf Schmerberg               |
| 2003 | Böser Engel                 |                               |
| 2005 | Eins                        | Philipp Stölzl                |
| 2008 | Freiheit                    | Ken Duken                     |
| 2009 | Zu lang allein              | Ken Duken                     |
| 2010 | Wir haben die Schnauze voll |                               |
| 2014 | Alphatier                   | Matt Lambert                  |
| 2014 | Halt mich noch einmal       | Matt Lambert                  |
| 2014 | Die Alphatier Trilogie      | Matt Lambert                  |
| 2019 | Mit 18                      | Chris Hegedus, Agnesh Pakozdi |
| 2019 | Alles in den Wind           | Chris Hegedus, Agnesh Pakozdi |
| 2019 | Willie Wucher               | Chris Hegedus, Agnesh Pakozdi |
| 2022 | Zeitgeist                   | Olaf Heine                    |

## Sonderveröffentlichungen
| Jahr | Titel Album         | Anmerkungen                                                                   |
| ---- | ------------------- | ----------------------------------------------------------------------------- |
| 2008 | Freiheit            | Erstveröffentlichung: 26. September 2008 Curse feat. Westernhagen             |
| 2013 | Grenzenlos 30-11-80 | Erstveröffentlichung: 29. November 2013 Sido feat. Marius Müller-Westernhagen |

| Jahr | Titel Soundtrack zu    | Anmerkungen                |
| ---- | ---------------------- | -------------------------- |
| 1974 | Celebration Supermarkt | Erstveröffentlichung: 1974 |

## Promoveröffentlichungen
| Jahr | Titel Album                      | Anmerkungen                                                                     |
| ---- | -------------------------------- | ------------------------------------------------------------------------------- |
| 1983 | Jetzt komm’ wir Geiler is’ schon | Erstveröffentlichung: 1983                                                      |
| 1985 | So viele Leute Die Sonne so rot  | Erstveröffentlichung: 1985                                                      |
| 2005 | Bleib nicht steh’n Nahaufnahme   | Erstveröffentlichung: 14. Februar 2005 auch als B-Seite von Eins veröffentlicht |
| 2011 | Sexy (Live) Hottentottenmusik    | Erstveröffentlichung: 12. Oktober 2011                                          |
| 2014 | Halt mich noch einmal Alphatier  | Erstveröffentlichung: 21. November 2014                                         |

## Hörbücher
| Jahr | Titel Musiklabel         | Anmerkungen                                                               |
| ---- | ------------------------ | ------------------------------------------------------------------------- |
| 1993 | Peter und der Wolf Erato | Erstveröffentlichung: 1993 mit Kent Nagano & Orchestre de l’Opéra de Lyon |

## Boxsets
| Jahr | Titel Musiklabel                  | Höchstplatzierung, Gesamtwochen, AuszeichnungChartplatzierungen (Jahr, Titel, Musiklabel, Platzierungen, Wochen, Auszeichnungen, Anmerkungen) | Höchstplatzierung, Gesamtwochen, AuszeichnungChartplatzierungen (Jahr, Titel, Musiklabel, Platzierungen, Wochen, Auszeichnungen, Anmerkungen) | Höchstplatzierung, Gesamtwochen, AuszeichnungChartplatzierungen (Jahr, Titel, Musiklabel, Platzierungen, Wochen, Auszeichnungen, Anmerkungen) | Anmerkungen                            |
| Jahr | Titel Musiklabel                  | DE | AT | CH | Anmerkungen                            |
| ---- | --------------------------------- | --- | --- | --- | -------------------------------------- |
| 2023 | 75 Songs (1974–2023) Warner Music | DE5 (6 Wo.)DE | AT60 (1 Wo.)AT | CH88 (1 Wo.)CH | Erstveröffentlichung: 1. Dezember 2023 |

## Statistik

### Chartauswertung
Die folgende Aufstellung beinhaltet eine Übersicht über die Charterfolge von Marius Müller-Westernhagen in den Album-, Single- sowie den Musik-DVD-Charts. In Deutschland besteht die Besonderheit, dass Videoalben sich ebenfalls in den Albumcharts platzieren. In Österreich und der Schweiz werden für Videoalben eigenständige Chartlisten geführt.
|                     | DE     | AT     | CH     |
| ------------------- | ------ | ------ | ------ |
| Nummer-eins-Alben   | DE8DE  | AT—AT  | CH—CH  |
| Top-10-Alben        | DE17DE | AT2AT  | CH—CH  |
| Alben in den Charts | DE28DE | AT13AT | CH12CH |

|                       | DE     | AT    | CH    |
| --------------------- | ------ | ----- | ----- |
| Nummer-eins-Singles   | DE—DE  | AT—AT | CH—CH |
| Top-10-Singles        | DE1DE  | AT—AT | CH—CH |
| Singles in den Charts | DE24DE | AT—AT | CH—CH |

|                          | DE    | AT    | CH    |
| ------------------------ | ----- | ----- | ----- |
| Nummer-eins-Videoalben   | DE—DE | AT—AT | CH—CH |
| Top-10-Videoalben        | DE—DE | AT1AT | CH1CH |
| Videoalben in den Charts | DE—DE | AT1AT | CH1CH |

### Auszeichnungen für Musikverkäufe
| Platin-Schallplatte - Europa - 1991: für das Album Live - 1992: für das Album Jaja - 1996: für das Album Affentheater - 2000: für das Album Radio Maria - 2001: für das Album So weit … – Best Of |

Anmerkung: Auszeichnungen in Ländern aus den Charttabellen bzw. Chartboxen sind in ebendiesen zu finden.
| Land/RegionAuszeichnungen für Musikverkäufe (Land/Region, Auszeichnungen, Verkäufe, Quellen) | Gold       | Platin       | Verkäufe    | Quellen                                                   |
| -------------------------------------------------------------------------------------------- | ---------- | ------------ | ----------- | --------------------------------------------------------- |
| Deutschland (BVMI)                                                                           | 16× Gold16 | 21× Platin21 | 12.225.000  | musikindustrie.de, Einzelnachweise                        |
| Europa (IFPI)                                                                                | —          | 5× Platin5   | (5.000.000) | ifpi.org (Memento vom 1. Januar 2014 im Internet Archive) |
| Österreich (IFPI)                                                                            | 3× Gold3   | —            | 75.000      | ifpi.at                                                   |
| Insgesamt                                                                                    | 19× Gold19 | 26× Platin26 |             |                                                           |